# Bogenšperk, Šmartno pri Litiji
Bogenšperk este o localitate din comuna Šmartno pri Litiji, Slovenia.